# Caro Lenssen
Caro Lenssen (Amsterdam, 28 oktober 1983) is een Nederlandse actrice, stemactrice en fotograaf.

## Levensloop
Lenssen is een dochter van actrice Renée Soutendijk en fotograaf Thed Lenssen. Dat haar moeder een bekend actrice is, zou er al vroeg voor zorgen dat ook Lenssen haar eerste stappen in de acteerwereld zette. Ze debuteerde in 1996, toen ze samen met haar moeder verscheen in de serie Eine Kleine Nachtmerrie. Haar verschijningen in Cloaca en Stille Nacht in 2003 en 2004 zorgden voor haar doorbraak. Van 2002 tot 2005 speelde ze weer samen met haar moeder, dit keer in de serie Meiden van De Wit.
Sinds 2008 is Lenssen zich naast het acteren meer gaan toeleggen op fotografie. Ze heeft zich gespecialiseerd in portretfotografie en fotografeerde onder andere voor Viva, JFK Magazine, Flair, Mama Magazine en Het Parool.

## Privé
Lenssen is getrouwd met Chris van Oers. Samen hebben ze vier kinderen.

## Filmografie

### Film
- De Wolkenfabriek (1996) (korte telefilm)
- Het negende uur (2000) - Ellis Wiegers
- De zwarte meteoor (2000) - Mies
- Brush with Fate (2003) - Joanna
- 15.35: Spoor 1 (2003) - Kim (telefilm)
- Cloaca (2003) - Laura
- Stille Nacht (2004) - Laura Fisher
- 06/05 (2004) - Marije
- Johan (2005) - Evy
- Eilandgasten (2005) - Sanne (telefilm)
- De Kijkdoos (2006) (korte film voor het Nederlands Film Festival)
- Nachtrit (2006) - Passagier
- Sint (2010) - Lisa
- Schitterend (2024) - Sanne

### Televisie
- Eine Kleine Nachtmerrie (1996)
- Spangen (1999, afl. Kinderwerk)
- Hartslag
- Pony Palace (2000)
- Zoenzucht (2000) - Angelina
- Oh Oh Den Haag (2000)
- Het Negende Uur (2000)
- Necrocam (2001)
- Go (2001)
- De Afrekening (2002)
- Meiden van De Wit (2002-2005) - Paula van Rechteren
- Medea (2005)
- Kicken (2005) - Iris
- Vuurzee (2005) - Merel Clijsters
- Toen was geluk heel gewoon (2007, afl. Turks Fruit) - Monique van de Ven
- Levenslied (2011, 2013) - Elske Houtsma
- Celblok H (2016-2017) - Bodine Westerveld

### Nasynchronisatie
- Brave (2012) - Merida
- Disney Infinity spellen (2014-2015) - Merida
- Cinderella (2015) - Ella (Assepoester)
- Alicia weet wat te doen!  - Masha Belaya
- Ralph Breaks the Internet (2018) - Merida